# Sinocurculigo
Sinocurculigo é um género monotípico de plantas com flores pertencentes à família Hypoxidaceae. A única espécie é Sinocurculigo taishanica.
A sua área de distribuição nativa é o sudeste da China.